# 潮龜屬
潮龜屬（Batagur）是地龜科下的一個屬，该属的部分生物原屬於棱背龟属（Kachuga，又叫高背龜屬），但現在棱背龟属已經被拆成潮龜屬和小棱背龜屬兩個屬，而Kachuga本身被視為是潮龜屬的異名。

## 種
潮龜屬下現有六種：
- 馬來潮龜 Batagur affinis
- 潮龜 Batagur baska
- 鹹水龜 Batagur borneoensis ：西瓜龜、三線潮龜
- 三線棱背龜 Batagur dhongoka ：巨型棱背龟
- 紅冠棱背龜 Batagur kachuga
- 緬甸棱背龜 Batagur trivittata